# Sutysky
Sutysky (ukrainisch Сутиски; russisch Сутиски Sutiski, polnisch Sutyska) ist eine Siedlung städtischen Typs in der ukrainischen Oblast Winnyzja mit etwa 6100 Einwohnern (2014)

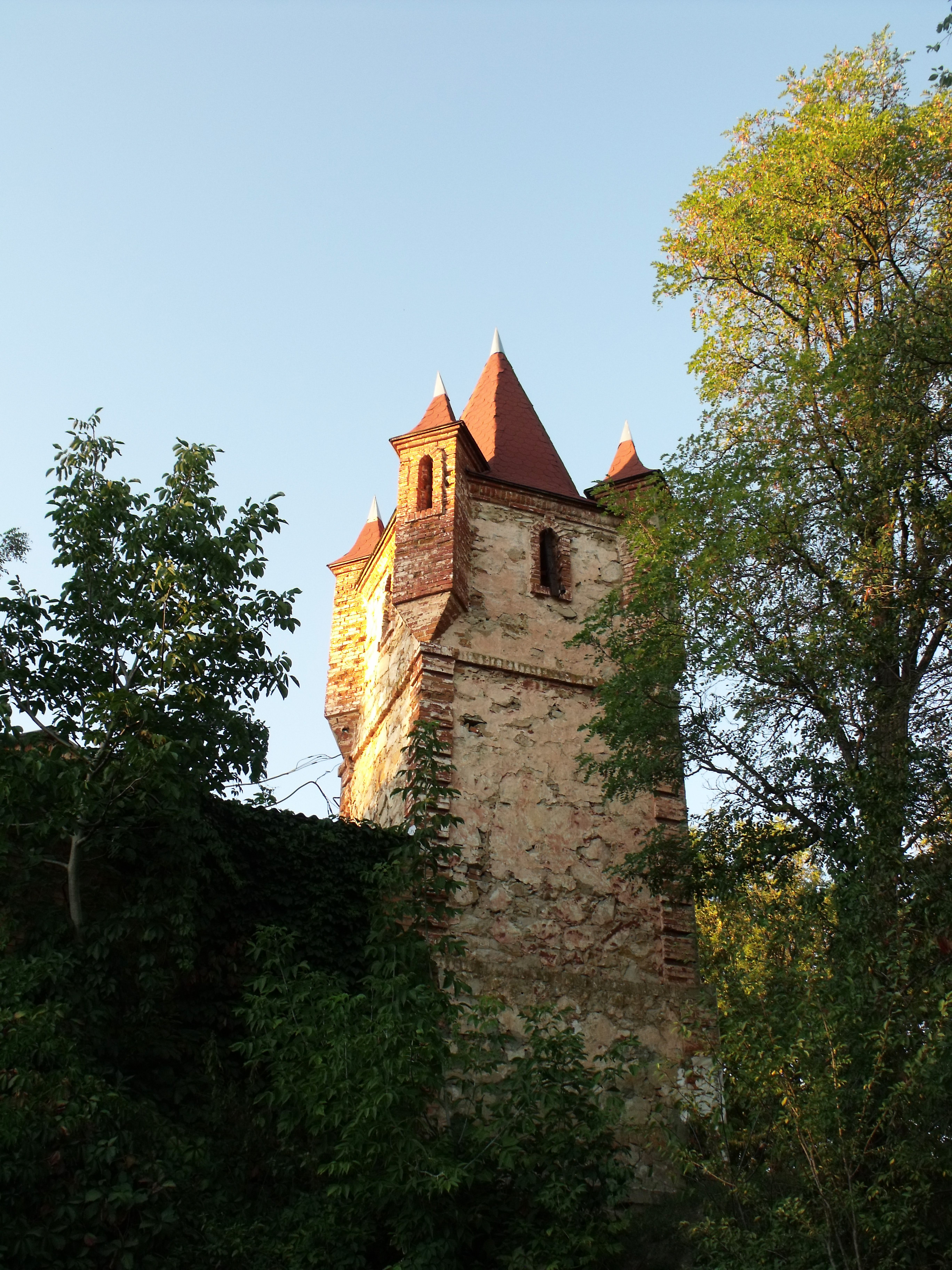
Turm im Park der Ortschaft

Sutysky liegt am Südlichen Bug und an den Territorialstraßen Т–02–12 und Т–02–16 30 km südwestlich des Oblastzentrums Winnyzja. Die Ortschaft im Rajon Winnyzja bestand schriftlichen Quellen nach bereits vor dem 16. Jahrhundert und hat seit 1972 den Status einer Siedlung städtischen Typs.

## Verwaltungsgliederung
Am 9. Oktober 2018 wurde die Siedlung zum Zentrum der neugegründeten Siedlungsgemeinde Sutysky (Сутисківська селищна громада/Sutyskiwska selyschtschna hromada). Zu dieser zählen auch die 2 Dörfer Huta-Scherschniwska und Scherschni, bis dahin bildete sie die gleichnamige Siedlungsratsgemeinde Sutysky (Сутисківська селищна рада/Sutyskiwska selyschtschna rada) im westlichen Zentrum des Rajons Tywriw.
Am 17. Juli 2020 kam es im Zuge einer großen Rajonsreform zum Anschluss des Rajonsgebietes an den Rajon Winnyzja.
Folgende Orte sind neben dem Hauptort Sutysky Teil der Gemeinde:
| Name                     | Name             | Name                                     |
| ukrainisch transkribiert | ukrainisch       | russisch                                 |
| ------------------------ | ---------------- | ---------------------------------------- |
| Huta-Scherschniwska      | Гута-Шершнівська | Гута-Шершневская (Guta-Scherschnewskaja) |
| Scherschni               | Шершні           | Шершни (Scherschni)                      |